# ÷ (음반)
| 전문가 평가          | 전문가 평가 |
| 총 점수              | 총 점수     |
| 출처                 | 점수        |
| -------------------- | ----------- |
| 메타크리틱           | 62/100      |
| 평가 점수            |             |
| 출처                 | 점수        |
| AllMusic             | [ 2 ]       |
| The Arts Desk        | [ 3 ]       |
| Consequence of Sound | C-          |
| The Daily Telegraph  | [ 5 ]       |
| Entertainment Weekly | B-          |
| The Guardian         | [ 7 ]       |
| The Independent      | [ 8 ]       |
| NME                  | [ 9 ]       |
| Pitchfork            | 2.8/10      |
| Rolling Stone        | [ 11 ]      |

《÷》(영어: Divide)는 2017년 3월 3일, 어사일럼 레코드와 애틀랜틱 레코드를 통해 발매된 영국의 싱어송라이터 에드 시런의 세 번째 스튜디오 음반이다. 〈Castle on the Hill〉과 〈Shape of You〉는 2017년 1월 6일, 이 음반의 리드 싱글로 발매되었다. 이 음반은 제60회 그래미 어워드에서 최우수 팝 보컬 앨범상을 수상했다.
이 음반은 영국에서 첫 주에 672,000장이 팔리며 1위로 데뷔했고, 아델의 《25》와 오아시스의 《Be Here Now》에 이어 세 번째로 많은 음반을 발매했다. 또한 미국, 캐나다, 호주를 포함한 14개국의 차트에서 1위를 차지했다. 2018년 4월, 국제 음반 산업 협회는 2017년 전 세계에서 가장 많이 팔린 음반으로 《÷》를 선정했다. 2019년 10월 영국에서 21세기 베스트셀러 5위에 올랐다.
음반의 모든 곡들은 음반 발매 주에 영국 싱글 차트 상위 20위 안에 들었다. 영국 차트에서의 그것의 곡들의 지배는 싱글 차트가 어떻게 편집되는지에 대한 변화를 요구했고, 그 후 오피셜 차트 컴퍼니는 메인 아티스트 한 명당 상위 100~3위 안에 진입할 수 있는 트랙을 제한하는 새로운 규칙을 도입했고, 이전 곡들의 스트림 대 판매 비율을 조정했다. 《÷》의 네 번째 싱글 〈Perfect〉는 미국, 호주, 영국에서 1위에 올랐고, 2017년 크리스마스 1위가 되었다.
이 음반을 홍보하기 위해 시런은 ÷ Tour라는 제목의 전 세계 콘서트 투어에 착수했다. 260개의 쇼로 구성된 이 공연은 2017년 3월 16일에 시작하여 2019년 8월 26일에 서퍽주 입스위치에서 열린 네 번의 홈커밍 공연 중 마지막 공연으로 막을 내렸다. 2019년 8월까지 이 투어는 역대 최대 규모, 최다 관객 및 최고 수익을 올린 투어가 되었다.

## 배경
2015년 12월 13일, 시런은 자신이 "내 눈이 아닌 스크린을 통해 세상을 보는 것"을 발견했다고 언급하면서 소셜 미디어로부터 스스로 얻은 공백을 발표했다. 그는 또한 이 시간의 일부가 그의 세 번째 음반을 만드는데 쓰여질 것이라고 확신했다. 그는 이것을 "지금까지 내가 만든 것 중 가장 좋은 것"이라고 여겼다. 정확히 1년 후인 2016년 12월 13일, 시런의 다양한 소셜 미디어 플랫폼들은 그의 음악으로의 복귀가 임박했음을 알리기 위해 빈 파란색 사각형의 사진을 게재했다. 2017년 1월 1일, 시런은 "새로운 음악"이 1월 6일에 발매될 것이라고 발표함으로써 공식적으로 그의 공백을 끝냈다. 2017년 1월 12일, 시런은 선주문과 함께 트랙리스트와 발매일을 공개했다.

## 발매
《÷》는 2017년 3월 3일 어사일럼 레코드를 통해 발매되었다.
전 세계적으로, 발매 당일, 이 음반의 트랙은 스포티파이의 하루 만에 총 5,673만 개의 스트리밍을 달성하여, 2016년 11월, 위켄드의 《Starboy》의 2900만 개의 이전 기록을 깼다. 시런의 모든 트랙은 그날 6,870만 번 스트리밍되었으며 싱글 〈Shape of You〉는 1,012만 번의 스트리밍을 받았으며, 두 곡 모두 스포티파이의 이전 기록을 깼다. 두 기록은 16일 후에 드레이크의 《More Life》에 의해 깨졌다. 발매 이틀째, 이 음반에 수록된 곡들의 동영상은 이전에 발표한 〈Shape of You〉와 〈Castle on the Hill〉의 수치를 포함하여 유튜브에서 누적 10억 조회수를 달성했다.

## 싱글
〈Castle on the Hill〉과 음반의 리드 싱글인 〈Shape of You〉는 2017년 1월 6일에 발매되었다. 시런은 그들의 발매에 이르기까지 일주일 동안 소셜 미디어에서 곡들을 놀리며 기악 발췌곡과 각 곡의 오프닝 가사를 올렸다.
〈Galway Girl〉은 2017년 3월 17일, 시런의 트위터를 통해 세 번째 싱글로 발표되었다. 그것은 다음 날 (2017년 3월 18일) BBC 라디오 2의 재생목록에 추가되었다.
2017년 8월 21일, 《빌보드》는 〈Perfect〉가 음반의 네 번째 싱글이 될 것이라고 발표했다. 이 노래는 2017년 9월 26일 40위권 라디오에 보내졌다.
〈Happier〉는 2018년 4월 27일, 이탈리아에서 다섯 번째이자 마지막 싱글로 발매되었다.

## 곡 목록
| #   | 제목                               | 작사·작곡 | 프로듀서         | 재생 시간 |
| --- | ---------------------------------- | --- | ---------------- | --------- |
| 1.  | 〈Eraser〉                         | 에드 시런, 조니 맥다이드                                                                                     | 맥다이드         | 3:47      |
| 2.  | 〈Castle on the Hill〉             | 베니 블랑코, 시런                                                                                            | 블랑코, 시런     | 4:21      |
| 3.  | 〈Dive〉                           | 블랑코, 시런, 줄리아 마이클스                                                                                | 블랑코           | 3:58      |
| 4.  | 〈Shape of You〉                   | 시런, 맥다이드, 칸디 버러스, 케빈 "셰익스피어" 브릭스, 스티브 맥, 타메카 코틀                                | 맥               | 3:53      |
| 5.  | 〈Perfect〉                        | 시런 | 시런, 윌 힉스    | 4:23      |
| 6.  | 〈Galway Girl〉                    | 에이미 워지, 데미안 맥키, 에이먼 머레이, 시런, 포이 밴스, 맥다이드, 리암 브래들리, 니암 던, 숀 오그 그레이엄 | 마이크 엘리손도  | 2:50      |
| 7.  | 〈Happier〉                        | 블랑코, 시런, 라이언 테더                                                                                    | 블랑코           | 3:27      |
| 8.  | 〈New Man〉                        | 암마르 말리크, 블랑코, 시런, 제시 웨어                                                                       | 블랑코           | 3:09      |
| 9.  | 〈Hearts Don't Break Around Here〉 | 시런, 맥다이드                                                                                               | 시런             | 4:08      |
| 10. | 〈What Do I Know?〉                | 시런, 포스, 맥다이드                                                                                         | 시런, 맥다이드   | 3:57      |
| 11. | 〈How Would You Feel (Paean)〉     | 시런 | 시런             | 4:40      |
| 12. | 〈Supermarket Flowers〉            | 블랑코, 시런, 맥다이드                                                                                       | 블랑코, 맥다이드 | 3:41      |

| #   | 제목               | 작사·작곡                                         | 프로듀서             | 재생 시간 |
| --- | ------------------ | ------------------------------------------------- | -------------------- | --------- |
| 13. | 〈Barcelona〉      | 워지, 블랑코, 시런, 포스, 맥다이드                | 블랑코, 시런         | 3:11      |
| 14. | 〈Bibia Be Ye Ye〉 | 블랑코, 시런, 퓨즈 ODG, 킬비츠, 스티븐 우드       | 블랑코, 시런, 킬비츠 | 2:56      |
| 15. | 〈Nancy Mulligan〉 | 워지, 블랑코, 시런, 포스, 맥다이드, 머레이 커밍스 | 블랑코, 시런         | 2:59      |
| 16. | 〈Save Myself〉    | 워지, 시런, 라브린스                              | 시런, 라브린스       | 4:07      |

## 인증
| 국가                                                                                         | 인증         | 판매량/출하량 |
| -------------------------------------------------------------------------------------------- | ------------ | ------------- |
| 아르헨티나 (CAPIF) physical                                                                  | 골드         | 10,000^       |
| 아르헨티나 (CAPIF) digital                                                                   | 플래티넘     | 20,000^       |
| 오스트레일리아 (ARIA)                                                                        | 9× 플래티넘  | 630,000       |
| 오스트리아 (IFPI 오스트리아)                                                                 | 2× 플래티넘  | 30,000        |
| 벨기에 (BEA)                                                                                 | 3× 플래티넘  | 60,000        |
| 캐나다 (뮤직 캐나다)                                                                         | 8× 플래티넘  | 640,000       |
| 칠레                                                                                         | 골드         |               |
| 덴마크 (IFPI Danmark)                                                                        | 10× 플래티넘 | 200,000       |
| 프랑스 (SNEP)                                                                                | 다이아몬드   | 500,000       |
| 독일 (BVMI)                                                                                  | 9× 골드      | 900,000       |
| 헝가리 (MAHASZ)                                                                              | 3× 플래티넘  | 6,000^        |
| 이탈리아 (FIMI)                                                                              | 6× 플래티넘  | 300,000       |
| 일본 (RIAJ)                                                                                  | 골드         | 100,000^      |
| 멕시코 (AMPROFON)                                                                            | 2× 플래티넘  | 120,000       |
| 네덜란드 (NVPI)                                                                              | 4× 플래티넘  | 200,000       |
| 뉴질랜드 (RMNZ)                                                                              | 15× 플래티넘 | 225,000       |
| 폴란드 (ZPAV)                                                                                | 다이아몬드   | 100,000       |
| 포르투갈 (AFP)                                                                               | 플래티넘     | 15,000^       |
| 싱가포르 (RIAS)                                                                              | 6× 플래티넘  | 60,000*       |
| 스페인 (PROMUSICAE)                                                                          | 플래티넘     | 40,000        |
| 스웨덴 (GLF)                                                                                 | 2× 플래티넘  | 80,000        |
| 스위스 (IFPI 스위스)                                                                         | 2× 플래티넘  | 40,000        |
| 영국 (BPI)                                                                                   | 12× 플래티넘 | 3,713,899     |
| 미국 (RIAA)                                                                                  | 4× 플래티넘  | 4,000,000     |
| 요약                                                                                         |              |               |
| 전 세계                                                                                      | —            | 7,400,000     |
| *판매량을 기반으로 한 인증 · ^출하량을 기반으로 한 인증 · 판매량+스트리밍을 기반으로 한 인증 |              |               |